# Valgsang
En valgsang er en sang, som et politisk parti eller en gruppe frembringer (eller populariserer) i forbindelse med valgkampen op til et valg.
Af historiske eksempler kan nævnes Oskar Hansens Stauning igen fra 1935.
| Politik | Spire Denne artikel om politik og ideologi er en spire som bør udbygges. Du er velkommen til at hjælpe Wikipedia ved at udvide den. |

| Musik | Spire Denne musikartikel er en spire som bør udbygges. Du er velkommen til at hjælpe Wikipedia ved at udvide den. |